# Holocentropus perlatus
Holocentropus perlatus is een fossiele soort schietmot uit de familie Polycentropodidae.